# ے
ے (ур. بڑی ی — большое йе) — буква расширенного арабского письма. Используется в языке урду, а также в белуджском языке. Обозначает гласные звуки e и ɛ, а также долгие гласные звуки: e: и ɛ:.

## Использование
В урду языке используется для обозначения долгих гласных звуков: e: и ɛ:. Ранее в урду языке являлся способом написания буквы ی. Позже бари йе(ے) стал отдельной буквой, а также перестал использоваться как вариант написания ی.
В самом арабском языке такой буквы нет, но в Коране есть так называемые «маленькие буквы». Буква йа (ي) в виде маленькой буквы выглядит как уменьшенная бари йе (ے).
В белуджском языке имеет тоже использование, как в урду.